# Liste von Apple-Software
Diese Liste beinhaltet Software, die vom US-amerikanischen Unternehmen Apple entwickelt wurde.

## Aktuelle Software
| Name                   | Version | Typ                                                                          | Vertrieb                                                                |
| ---------------------- | ------- | ---------------------------------------------------------------------------- | ----------------------------------------------------------------------- |
| Apple Remote Desktop   | 3.9     | Fernsteuerung von Rechnern                                                   | kostenpflichtig, Server ist aber Teil des Betriebssystems               |
| Apple Configurator     | 2.15    | Konfiguration mehrere Apple-Geräten, insbesondere für Organisationen         | kostenlos                                                               |
| Boot Camp              | 6.1.19  | Assistent für die Installation eines weiteren Betriebssystems auf Intel-Macs | kostenlos, Teil des Betriebssystems                                     |
| Rechner                | 10.13   | Rechenprogramm mit der Oberfläche eines Taschenrechners                      | kostenlos, wird mitgeliefert                                            |
| Classroom              | 2.1     | Für Lehrer die mehrere Schüler-iPads gleichzeitig verwalten                  | kostenlos                                                               |
| Compressor             | 4.0.5   | Video- und Audio-Kodierung                                                   | kostenpflichtig                                                         |
| Dashcode               | 3.0.5   | Entwicklungsumgebung für Widgets                                             | kostenlos                                                               |
| FaceTime               | 4.0     | Audio- und Videokonferenz                                                    | kostenlos, wird mitgeliefert                                            |
| Final Cut Pro          | 10.8    | Professioneller Filmschnitt                                                  | kostenpflichtig                                                         |
| Finder                 | 12.3    | Dateiverwaltung                                                              | kostenlos, Teil des Betriebssystems                                     |
| Fotos                  | 6.0     | Bildverwaltung                                                               | kostenlos, wird mitgeliefert                                            |
| GarageBand             | 10.4.11 | Musikprogramm                                                                | Teil von iLife, Kostenlos                                               |
| Grapher                | 2.7     | 2D/3D Graphenprogramm                                                        | kostenlos, wird mitgeliefert                                            |
| iBooks                 | 1.13    | Verwaltungssoftware für elektronische Bücher                                 | kostenlos, wird mitgeliefert                                            |
| iLife                  | '13     | Programm-Kollektion mit GarageBand, iPhoto und iMovie                        | wird mit Rechner geliefert, neuere Versionen kostenpflichtig            |
| iMovie                 | 10.1.8  | Videoschnittprogramm                                                         | Teil von iLife, Kostenlos                                               |
| iOS                    | 17.3    | Betriebssystem                                                               | kostenlos, wird mitgeliefert                                            |
| iPadOS                 | 17.3    | Betriebssystem                                                               | kostenlos, wird mitgeliefert                                            |
| iTunes                 | 12.7.3  | Musikverwaltung                                                              | kostenlos, wird mitgeliefert                                            |
| iWork                  | '13     | Büropaket; bestehend aus Pages, Keynote und Numbers                          | Seit 1. Oktober 2013 auf neuen Macs kostenlos mitgeliefert              |
| Kalender               | 10.0    | Kalender                                                                     | kostenlos, wird mitgeliefert                                            |
| Karten                 | 2.0     | Kartendienst                                                                 | kostenlos, wird mitgeliefert                                            |
| Keynote                | 14.2    | Präsentation                                                                 | Seit 1. Oktober 2013 auf neuen Macs kostenlos mitgeliefert, siehe iWork |
| Kontakte               | 11.0    | Software zum Verwalten von Visitenkarten                                     | kostenlos, wird mitgeliefert                                            |
| Mail                   | 11.3    | E-Mail-Programm                                                              | kostenlos, wird mitgeliefert                                            |
| Messages (Nachrichten) | 11.0    | Instant Messenger                                                            | kostenlos, wird mitgeliefert                                            |
| MainStage              | 3.4.3   | Live-Musikkomposition                                                        | kostenpflichtig                                                         |
| Motion                 | 5.4     | Grafikanimationen für Film                                                   | kostenpflichtig                                                         |
| Logic Pro              | 10.4    | Musikkomposition und -produktion mit erweitertem Funktionsumfang             | kostenpflichtig                                                         |
| Numbers                | 14.2    | Tabellenkalkulation                                                          | Seit 1. Oktober 2013 auf neuen Macs kostenlos mitgeliefert, siehe iWork |
| Pages                  | 14.2    | Textverarbeitung                                                             | Seit 1. Oktober 2013 auf neuen Macs kostenlos mitgeliefert, siehe iWork |
| Photo Booth            | 8.0     | „Passbildfotos“ mit der eingebauten iSight-Kamera erstellen                  | kostenlos, wird mitgeliefert                                            |
| Safari                 | 11.1    | Webbrowser                                                                   | kostenlos, wird mitgeliefert                                            |
| Spotlight              |         | Systemweite Suchtechnologie                                                  | kostenlos, Teil des Betriebssystems                                     |
| TestFlight             | 2.6     | Testen von nichtveröffentlichter Software (Beta-Versionen)                   | kostenlos                                                               |
| TextEdit               | 1.12    | einfaches Textprogramm mit Unicodeunterstützung                              | kostenlos, wird mitgeliefert                                            |
| Time Machine           | 1.3     | Backup                                                                       | kostenlos, wird ab Mac OS X 10.5 mitgeliefert                           |
| Quartz Composer        | 4.6.2   | graphische Entwicklungsumgebung                                              | kostenlos, wird ab Mac OS X 10.4 mitgeliefert                           |
| QuickTime              | 10.4    | Multimedia-Framework                                                         | kostenlos, wird mitgeliefert                                            |
| Vorschau               | 10.0    | Programm zur Ansicht von Grafikdateien und PDFs                              | kostenlos, wird mitgeliefert                                            |
| Xcode                  | 9.3     | Entwicklungsumgebung                                                         | kostenlos                                                               |
| Xsan                   | 3       | SAN FileSystem                                                               |                                                                         |

## Eingestellte Software
| Name                         | letzte Version | Typ                                                        | Bemerkung |
| ---------------------------- | -------------- | ---------------------------------------------------------- | --- |
| Aperture                     | 3.6            | Fotobearbeitung                                            | 2015 durch Apple Fotos ersetzt                                                                               |
| AppleWorks                   | 6.2.9          | Office-Paket                                               | 2007 eingestellt, wurde durch iWork ersetzt                                                                  |
| Backup                       |                | Backup-Software                                            | war Bestandteil von .Mac                                                                                     |
| Color                        | 1.5.1          | Farbkorrektur und Farbgebungstool                          | war Bestandteil von Final Cut Studio; die Funktionen von Color wurden in Final Cut Pro X integriert          |
| DVD Studio Pro               | 4.2.2          | DVD-Authoring                                              | war Bestandteil von Final Cut Studio; die Funktionen von DVD Studio Pro wurden in Final Cut Pro X integriert |
| Final Cut Studio             | 3              | Programmpaket zur professionellen HD-Videoproduktion       | wurde im Juni 2011 mit der Vorstellung von Final Cut Pro X aufgelöst                                         |
| Final Cut Express            | 4.0.1          | Semiprofessioneller Filmschnitt                            | wurde im Juni 2011 infolge der Vorstellung von Final Cut Pro X eingestellt                                   |
| Front Row                    | 2.2.1          | Multimedia Center                                          | wurde bis Mac OS X Snow Leopard als Teil des Betriebssystems mitgeliefert                                    |
| HyperCard                    | 2.4.1          | Multimedia-Entwicklungstool                                | wurde von 1987 bis 2001 mit Macintosh-Computern mitgeliefert                                                 |
| iChat                        | 6.0            | Instant Messenger mit Audio- und Videokonferenz            | kostenlos, durch Nachrichten und FaceTime ersetzt                                                            |
| iDVD                         | 7.1.2          | DVD-Tool                                                   | kostenpflichtig, siehe iLife, wurde eingestellt                                                              |
| Interface Builder            | 4.0            | Programm zum Erstellen und Testen von Benutzeroberflächen  | gehört zu Xcode                                                                                              |
| iPhoto                       | 9.6            | Bildverwaltung                                             | 2015 durch Apple Fotos ersetzt                                                                               |
| iSync                        | 3.1.2          | Synchronisierung mit mobilen Geräten                       | kostenlos, wurde bis 10.6 mitgeliefert                                                                       |
| iWeb                         | 3.0.4          | Website-Tool                                               | kostenpflichtig, siehe iLife, wurde eingestellt                                                              |
| MacDraw                      |                | Grafik                                                     | in AppleWorks aufgegangen                                                                                    |
| MacPaint                     | 2.0            | Malen                                                      | in AppleWorks aufgegangen                                                                                    |
| MacWrite, später MacWrite II |                | Textverarbeitung                                           | in AppleWorks aufgegangen                                                                                    |
| Logic Express                | 9.1.8          | Musikkomposition und -produktion                           | im Dezember 2011 zeitgleich mit einer Preissenkung von Logic Pro eingestellt                                 |
| Package Maker                | 3.0.6          | Entwickler-Software zum Erstellen von Installationspaketen | |
| PlainTalk                    |                | Spracherkennung                                            | |
| QuickTime Pro                | 7.7.3          | Media Authoring für Profis                                 | kostenpflichtig, in QuickTime X zusammengefasst                                                              |
| Shake                        | 4.1.1          | Bildkomposition                                            | |
| Soundtrack Pro               | 3.0.1          | Filmvertonung und Musikproduktion                          | Dezember 2011 eingestellt                                                                                    |
| WebObjects                   | 5.4.3          | Entwicklungsumgebung für Webanwendungen                    | September 2008 eingestellt                                                                                   |
| iCal                         |                | Kalender                                                   | 2011 mit OS X Lion in Kalender geändert                                                                      |